# 一念三千
一念三千（いちねんさんぜん）とは、天台宗の観法であり、また根本教理とする。一念の心に三千の諸法を具えることを観（かん）ずることである。中国天台宗の開祖である天台大師・智顗が創案したとされる。

## 概説
一念とは、凡夫・衆生が日常におこす瞬間的な心（念）をいう。
三千とは法数（ほっすう）の展開である。十界が互いに他の九界を具足しあっている（十界互具）ので百界、その百界にそれぞれ十如是があるから千如是となり、千如是は五蘊（ごうん、ごおん、五陰とも）世間・仮名（けみょう、衆生とも）世間・国土（こくど）世間の三種世間の各々にわたるので三千世間となる。つまり十界×十界×十如是×三世間＝三千となる。
天台宗ではこれを、極小から極大の相即した統一的な宇宙観を示し、実践的には自己の心の中に具足する仏界を観法することをいう。

## 成立と背景
この一念三千の教理が完成するまでには背景がある。
天台宗の実質的な開祖は智顗であるが、龍樹を開祖とし、第二祖を慧文禅師、第三祖を南嶽慧思禅師とする場合もある。そしてその第二祖といわれる慧文が龍樹の中論を読み、一心三観を会得したといわれる。一念三千は、この一心三観がベースとなっている。
一心三観とは、凡夫・衆生の心にはつねに一瞬一瞬で変化するが、その中に「空・仮・中」の三諦で観ずることをいう。
この件は、天台宗全書9巻によると、慧文禅師は大乗教の肝要を誰を師として学ぶか考え、大蔵経の前で願を発した。手を背にして経を取れば仏を師とし、論を取れば菩薩を師とすることに決めた。しかし中観論を手にしたので龍樹を師とすることを決めたが、それを読むと因縁所生法、我説即是空、亦名為仮名、亦是中道義の文を見て、その文字の中に不二法門に入り、一心三観の観法を開悟会得し、それを南嶽慧思に授けた、とされている。
智顗はこの「一心三観」を前提として十界互具を展開し、それがまた一念三千の思想へとつながっていった。
智顗は「十界」という世界観など、後世の仏教界に多大なる影響を与える教学を数多く創始した。その中でも、一念三千は天台宗の教理の中でも極理とされている。しかし、この一念三千は智顗自身は自らの著書である「摩訶止観5の上」でたった一度しか説明していない。したがって仏教学的には、一念三千は智顗が宣揚展開した教理とは考えられていない。
一念三千が仏法の極理、とまでされるになったのは、智顗から数えて六祖（龍樹から数えると九祖）である妙楽大師・湛然が、「止観輔行伝弘決5」で一念三千が智顗の「終窮・究竟の極説」と配釈し、これを指南とするように説いたことがその始とされる。
なお、一念三千の理論構成の一つである十如是は、梵文（サンスクリット語）原典や鳩摩羅什が訳出した法華経以外には見られないもので、鳩摩羅什の意訳であるとされている。詳しくは十如是の項を参照。

## 継承と発展

### 日本

#### 日蓮宗・日蓮正宗系
一念三千は、天台大師智顗によって創始、発展されたものであるが、日蓮はこの一念三千の理法を受け継ぎ、やはり仏法の極理であるとした。そして「観心本尊抄」で末法の世における一念三千の実践を論じ、一念三千は法華経の本門によって完全となり、それを具象化したものが十界曼荼羅の本尊であり、この本尊を具体的に実践するのは題目を唱えることだと説いた。
特に「一念三千の法門は、ただ、法華経の本門、寿量品の文の底に沈めたり」という「開目抄」の一文は有名である。しかし、日蓮宗各派では、この一文は釈迦を本仏とするか日蓮を本仏とするかの論争の一点となっている。
したがって、現在、この一念三千を仏法の極理だとして盛んに宣揚しているのは、天台宗よりも日蓮宗系宗派が主である。特に日蓮正宗及び関連教団などは、一念三千という言葉を多用している。